# Bernhard Dommes (Schriftsteller)
Bernhard Dommes (* 21. Juli 1864 in Harzburg; † Juni 1936 in Bad Harzburg) war ein deutscher Schriftsteller.

## Leben und Wirken
Er war der Sohn des ersten Harzburger Badekommissars und späteren Oberkommissars Hermann Dommes, der wesentlichen Anteil an der Entwicklung des Kurwesens in Bad Harzburg hatte und dem ein Denkmal im Ort errichtet worden ist. Nach dem Besuch des Gymnasiums nahm er eine landwirtschaftliche Ausbildung auf und wurde Landwirt. Als solcher verfiel er dem Alkohol. Nachdem er von dieser Krankheit mit Hilfe des Blauen Kreuzes wieder genesen war, schrieb er zwei Romane über seine Krankheit und gründete 1907 auf dem Schloss Lankwitz eine Trinkerheilanstalt, die spätestens 1911 aufgelöst wurde.
Nach Bad Harzburg zurückgekehrt trat er dort in die Fußstapfen seines verstorbenen Vaters und beteiligte sich aktiv an der Entwicklung des Kurwesens. Er verfasste zahlreiche touristische Aufsätze über den aufstrebenden Kurort.

## Schriften (Auswahl)
- Aus tiefer Not... Ein Lebensschicksal. Strecker u. Schröder, Stuttgart 1905.
- Wer trägt die Schuld? Roman. Verlagsbuchhandlung Hermann Walther, Berlin 1907.
- Bad Harzburg. Braunschweig 1929.
- Harzburgs goldener Boden. Harzburger Familienbilder. 1930.